# Muscoda
Muscoda è un villaggio degli Stati Uniti d'America, situato in Wisconsin, diviso tra la contea di Grant e la contea di Iowa.